# Akodon montensis
Akodon montensis é uma espécie de roedor da família Cricetidae. Pode ser encontrada na Argentina, Paraguai e Brasil. do estado do Rio de Janeiro ao Rio Grande do sul, e no leste de Minas gerais.